# Ratpenat dels graners
Els ratpenats dels graners (Eptesicus) són un gènere de ratpenats de la família dels vespertiliònids.

## Taxonomia
El gènere Eptesicus està format per les següents espècies:
- Subgènere Eptesicus
  - E. andinus
  - E. bobrinskoi
  - E. bottae
  - E. brasiliensis
  - E. chiriquinus
  - E. diminutus
  - E. furinalis
  - E. fuscus
  - E. gobiensis
  - E. guadeloupensis
  - E. hottentotus
  - E. innoxius
  - E. isabellinus
  - E. japonensis
  - E. kobayashii
  - E. lobatus
  - E. matroka
  - E. nasutus
  - E. nilssonii
  - E. pachyomus
  - E. pachyotis
  - E. platyops
  - E. serotinus
  - E. taddeii
  - E. tatei
  - E. ulapesensis
- Subgènere Rhinopterus
  - E. floweri